# Dean Koontz
Dean Ray Koontz (Everett, Pensilvania, 9 de julio de 1945) es un prolífico escritor súper ventas de terror, suspenso y acción estadounidense. Tras una infancia difícil, encontró en la literatura su vocación. A los veinte años obtuvo el premio de novela del Atlantic Monthly y desde 1969 se dedica exclusivamente a escribir. Sus novelas han sido traducidas a 17 lenguas, se han vendido más de cincuenta millones de ejemplares en todo el mundo y algunas de ellas se han llevado al cine y a la televisión. Vive con su esposa Gerda en el sur de California. Entre otros, recibió el Premio Bram Stoker.

## Primeros años
Koontz nació el 9 de julio de 1945 en Everett, Pensilvania, hijo de Florence Logue y Raymond Koontz. Ha afirmado que en su niñez era golpeado y maltratado por su padre alcohólico, hecho que tuvo mucha influencia en su posterior carrera como escritor, al igual que el coraje de su madre al enfrentarse a su marido. Cuando estaba estudiando en la Universidad Shippensburg, ganó un premio literario patrocinado por la revista Atlantic Monthly. Tras graduarse en 1967 empezó a trabajar como maestro de inglés en el área de Mechanicsburg. Durante la década de 1960, Koontz trabajó en el proyecto Appalachian Poverty, una iniciativa federal de ayuda a los niños menos favorecidos. En una entrevista en 1996 con la revista Reason, el autor afirmó que dicha iniciativa parecía noble al principio, pero que poco tiempo después descubrió que los fondos no se usaban en su totalidad para ayudar a la infancia. Esta experiencia dio forma a la perspectiva política de Koontz. En su libro The Dean Koontz Companion recuerda:

"Me di cuenta que la mayoría de estos programas no están destinados a ayudar a nadie, sino simplemente a controlar a las personas y hacerlas dependientes. Me vi obligado a reconsiderar todo lo que una vez creí. Desarrollé una profunda desconfianza hacia el gobierno, independientemente de la filosofía del pueblo en el poder. Seguí siendo liberal en cuestiones de derechos civiles, me convertí en un conservador en materia de defensa y en un semilibertario en todo lo demás".

## Carrera

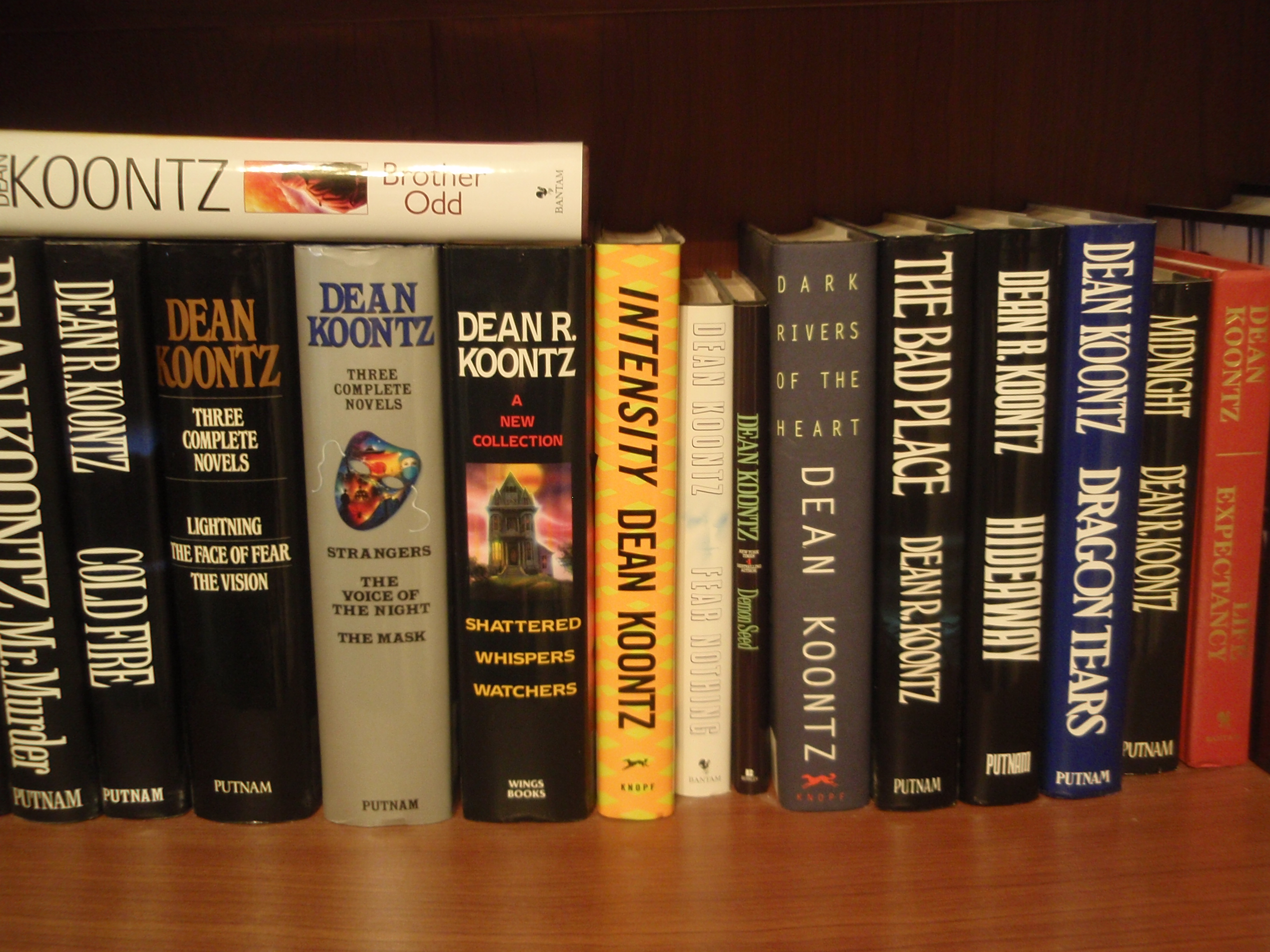
Una colección de novelas de Dean Koontz.

Durante su tiempo libre escribió su primera novela, Star Quest, la cual se publicó en 1968. A partir de entonces, Koontz empezó a escribir una gran cantidad de obras de ciencia ficción. Durante su estancia en la universidad, Koontz se refugió en su fe católica para escapar de sus problemas familiares. El autor afirma que ve al catolicismo como lo hizo el escritor y converso católico inglés G.K. Chesterton, como una forma de fomentar "la alegría por el don de la vida".
En los años 1970, Koontz dejó a un lado la ciencia ficción para escribir novelas de terror y misterio, usando su nombre o un seudónimo y llegando a publicar incluso ocho libros por año. Algunos de los seudónimos que usó el autor fueron Deanna Dwyer, K. R. Dwyer, Aaron Wolfe, David Axton, Brian Coffey, John Hill, Leigh Nichols, Owen West, Richard Paige y Anthony North. Como Brian Coffey escribió la trilogía de "Mike Tucker" (Blood Risk, Surrounded y Wall of Masks). En 1980 obtuvo un reconocimiento comercial importante con su novela Whispers. Su primer libro superventas fue Demon Seed, el cual superó las dos millones de copias vendidas. Su primer superventas de tapa dura, que finalmente le valió algo de estabilidad financiera y lo sacó de la lista media de éxitos y fracasos, fue su libro Strangers.
Desde entonces, doce ediciones tapa dura y trece ediciones de bolsillo han encabezado la lista de superventas del New York Times.
Las primeras fotos del autor en la contraportada de muchas de sus novelas muestran a un Koontz calvo con bigote. Después de que Koontz se sometiera a una cirugía de trasplante de cabello a fines de la década de 1990, sus libros posteriores han presentado una nueva apariencia, bien afeitado y con una cabellera más abundante. Koontz explicó el cambio afirmando que estaba cansado de parecerse a G. Gordon Liddy.
Durante décadas, muchos lectores han manifestado una colaboración entre Koontz y el afamado novelista Stephen King. Sin embargo, ambos escritores declararon lo imposible del proyecto, la razón principal es el hábito de King de tener personajes con una vida miserable y en muchos casos con finales abiertos o giros argumentales inesperados, mientras que Koontz tiene el de escribir finales felices para la mayoría de sus libros.
En los años más recientes ha trabajado en la entrega de varios libros con una nueva heroína: Jane Hawk, Agente del FBI. Comenzando con La Red Oscura, publicada en 2010. Se hizo esperar la segunda entreda La Habitación de los Susurros, hasta 2017. Sin embargo, la tercera fue casi inmediata, publicándose en inglés en mayo de 2018 bajo el título The Crooked Staircase.  
Muchas de sus novelas están ambientadas en el Condado de Orange, California y sus alrededores. A partir de 2006, vive allí con su esposa, Gerda (Cerra), en Newport Coast, California, detrás de las puertas de Pelican Hills. En 2008, fue el sexto autor mejor pagado del mundo, empatado con John Grisham, con 25 millones de dólares anuales.
En 2019, Koontz comenzó a publicar en la editorial virtual Amazon Publishing. En el momento del anuncio, Koontz era uno de los autores más destacados de la empresa.

## Autoría disputada
Se le ha atribuido a Koontz la creación de varios artículos y novelas durante las décadas de 1960 y 1970, pero el autor ha declarado que no las escribió. Entre ellas se encuentran 30 novelas eróticas, supuestamente escritas conjuntamente por Koontz y su esposa Gerda. También se incluyen contribuciones a las revistas Energumen y BeABohema a finales de los años 1960 y principios de la década de 1970.
Koontz afirmó al respecto: "Durante mis primeros seis años como novelista a tiempo completo, escribí muchas cosas efímeras; cualquier cosa que pagara algunas cuentas. Hice novelas románticas góticas bajo cierto seudónimo. Como muchos escritores, también hice algo de pornografía, y una variedad de otras cosas, ninguna de las cuales me obligó a dedicar mi corazón o mi alma a la tarea. Esto no quiere decir que no me molesté en hacer un buen trabajo; por el contrario, nunca escribí en ningún mercado, y siempre traté de dar a mis editores y lectores lo mejor por el valor de su dinero".
Añadió además que su identidad fue robada por "una persona con la que había trabajado anteriormente", que entregó algunos artículos a revistas bajo el nombre de Koontz a comienzos de la década de 1970. El autor ha afirmado que sólo tuvo conocimiento de estos artículos falsos en 1991, en una confesión por escrito de quien robó su identidad. Ha declarado que revelará el nombre de esta persona en sus memorias.

## Adaptaciones cinematográficas de sus obras
- Demon Seed (1977) – MGM – protagonistas Julie Christie, Fritz Weaver, y Robert Vaughn
- The Passengers (1977) – MGM – sprotagonistas Jean-Louis Trintignant (adaptación francesa de El acoso)
- Watchers (1988) – Universal Pictures – protagonistas Corey Haim, Barbara Williams y Michael Ironside
- Whispers (1990) – Cinepix – protagonistas Victoria Tennant, Chris Sarandon, y Jean LeClere
- Watchers II (1990) – Concorde Pictures – protagonistas Marc Singer y Tracy Scoggins
- The Face of Fear (1990) – CBS – protagonistas Pam Dawber, Lee Horsley y Kevin Conroy
- Servants of Twilight (1991) – Trimark – protagonista Bruce Greenwood
- Watchers 3 (1994) – Concorde Pictures – protagonista Wings Hauser
- Hideaway (1995) – TriStar Pictures – protagonistas Jeff Goldblum, Christine Lahti, Jeremy Sisto y Alicia Silverstone
- Intensity (1997) – Fox –protagonista John C. McGinley, Molly Parker y Piper Laurie
- Mr. Murder (1998) – ABC – protagonistas Stephen Baldwin, Thomas Haden Church y James Coburn
- Phantoms (1998) – Miramax/Dimension Films – protagonistas Peter O'Toole, Ben Affleck, Rose McGowan y Joanna Going
- Watchers Reborn (1998) – Concorde Pictures – protagonista Mark Hamill
- Sole Survivor (2000) – Fox – protagonistas Billy Zane, John C. McGinley y Gloria Reuben
- Black River (2001) – Fox – protagonistas Jay Mohr y Stephen Tobolowsky
- Frankenstein (2004) – USA Network – protagonistas Adam Goldberg, Parker Posey, Michael Madsen, Vincent Perez y Thomas Kretschmann (Koontz se retiró del proyecto a mitad de la producción porque no le gustaba la dirección en la que se dirigía la película. Terminó escribiendo sus propios libros con la historia que había creado originalmente. El proyecto continuó sin él.)[16]
- Odd Thomas: cazador de fantasmas (2013) – protagonistas Anton Yelchin y  Willem Dafoe